# Milan Kubala
Milan Kubala (18. června 1946 – 14. března 2020) byl český fyzicky handicapovaný atlet, žijící ve Frýdku-Místku. Závodil v kategoriích F35 a F36 určených pro spastiky. Byl otcem volejbalisty Přemysla Kubaly.
Hodu diskem se věnoval od svých 16 let. Zúčastnil se letní paralympiády 1996 v Atlantě, kde v disku vybojoval stříbrnou medaili a ve vrhu koulí skončil na pátém místě. Na přelomu století již ve své kategorii vládl hodu diskem. Na dalších dvou paralympijských hrách 2000 v Sydney a 2004 v Athénách získal v disku zlato, v Sydney závodil též v kouli (šesté místo). V roce 1998 na mistrovství světa v Birminghamu vybojoval v disku zlato, roku 2002 v Lille stříbro, na mistrovství Evropy 2003 v Assenu soutěž diskařů opět vyhrál (v kouli skončil pátý). Poslední medaile získal ve svých 59 letech na ME 2005 v Espoo, kde skončil v disku na druhém místě a v „open“ pořadí téže disciplíny, které zahrnovalo i závodníky pocházející z jiných než evropských zemí, na třetí příčce. Po sezóně 2005 ukončil aktivní sportovní kariéru.